# Sonia Falcone
Sonia Falcone (Santa Cruz de la Sierra, Bolivia, 27 de marzo de 1965) es una pintora y artista plástica boliviana.

## Biografía
Nació en Santa Cruz de la Sierra, Bolivia, pero desde muy temprana edad se trasladó a los Estados Unidos, donde comenzó a pintar. De pequeña, Sonia Falcone quería ser dentista, estudió enfermería sin embargo, escogió el arte para seguir su camino. Falcone fue invitada como voluntaria por el Scottsdale Museum Center for the Arts (Arizona, Estados Unidos) y siendo Presidenta y Fundadora de la (OLU Organización de Latinos Unidos) dedicó su tiempo a proyectos comunitarios relacionados y a favor del arte: mejora y mantenimiento de la Ópera, el Teatro y el Museo de la ciudad. Como miembro de la Junta Directiva, promovió la vinculación de las comunidades latinas marginadas a tareas relacionadas con el arte. 
Es fundadora de Essante Corporation, una entidad multinacional creada específicamente para personas que buscan una mejor salud y mayores oportunidades en sus vidas. 
Sonia es activista de la educación para la salud, partidaria y promotora de los derechos de los niños y protectora de mujeres que sufrieron maltrato en sus vidas.
En otra faceta de Sonia, está la representación de su país natal en Japón con el título de Miss Bolivia Internacional 1988.
Sonia es esposa de Pierre Falcone y madre de tres hijos: Perrine, Eugenie y Pierre Philippe.
Como artista, Falcone ha expuesto su obra en La Paz(Galería Nota) en julio de 2010 y Santa Cruz de la Sierra (Galería Lorca) septiembre de 2010 - Bolivia, en Pinta Nueva York (diciembre de 2010), Miami International Art Fair  (enero de 2011) y a partir del 6 de junio expone en Pinta en la ciudad de Londres.
En estas exposiciones, Falcone manifiesta otra fase de su personalidad con su presentación más conocida “Ventanas del Alma”, revela los elementos que reflejan su experiencia de vida. El tema espiritual es un elemento central en su trabajo. Su ideal espiritual se puede encontrar en todas las estructuras, cósmicas o individuales, orgánicas o inorgánicas, pero logra su plena expresión en la forma humana, así lo cuentan sus monumentales obras multicolores, donde están el Arco Iris, la luz de las altas cumbres nevadas de los Andes, las sombras que destierran los amaneceres, la construcción de un mundo donde hay llamas y peces y, donde, viviendo el arte de la guerra, se ha esperado que salga el sol de la justicia y que las gotas de sangre se conviertan en arte y en poesía.
Ventanas del Alma Video Instalación 3D, una de las principales obras de la artista, participó en la XVII Bienal de Arte de Santa Cruz de la Sierra, donde Sonia fue invitada para participar.
A comienzos del tercer milenio, después de recibir un doctorado Honoris Causa del Trinity College en "Espiritualidad y Psicología", enlazó su trabajo social con el artístico, pensando que el arte es una forma minuciosa de entender los problemas de la gente y de ayudarla a pensar. 
"Pasiones del Alma", una de sus más recientes obras, logra una compenetración entre el arte y el juego que trata de llegar al adulto y al niño que todos llevamos dentro mediante la creación de metáforas que expresan una filosofía de la vida. 
Hasta el momento, Sonia se ha presentado en varias colectivas, principalmente en Phoenix City Government Convention Center - Civic Plaza, invitada por The National Hispanic Woman Corporation. Ha realizado exposiciones individuales en el Museo de Phoenix, en Calvin Charles Gallery de Scottsdale, Arizona y en "La Galería", de Cabo San Lucas, México.

### Obras
Sonia Falcone en su corta carrera ha realizado obras muy significativas, a continuación se detalla una lista de algunas de sus obras importantes:
- Pasiones del Alma (2010)
- Creación (2010)
- Llama (2010)
- Ventanas del Alma Video Instalación 3D (2010)
- Instalación Gotas de Sangre (2010)
- Instalación Ventanas del Alma (2010)
- Agua Azul (2008)
- Amanecer (2008)
- Sol de justicia (2008)
- All eyes on you (2011) Mixed media installation – 160x60 cm
- Walking on Eggshells (2011) Mixed media installation – 200 aluminum cubes and 300 stainless steel eggs  - Dimensions variable
- Self-portrait I, II, III (2011) 3D scanning printed on translucent photographic paper – 76x121 cm
- See no evil, Hear no evil, Speak no evil (2011) 3D scanning printed on translucent photographic paper – 76x121 cm
- Vertigo (2011)Oil on linen – 180x108 cm
- Vertigo (2011) 200x120 cm – Oil on linen